# Żohatyn
Żohatyn (nazywany też Żohatyń, w latach 1977–1981 Międzylesie) – wieś w Polsce położona w województwie podkarpackim, w powiecie przemyskim, w gminie Bircza. Miejscowość leży na terenie Pogórza Przemyskiego, nad potokiem Jawornik dopływem Sanu.
Do 1954 roku istniała gmina Żohatyn. W latach 1975–1998 miejscowość administracyjnie należała do województwa przemyskiego.
Przez kilka lat, pod koniec lat 70. XX wieku, Żohatyn nosił nazwę Międzylesie.

## Części wsi
| SIMC    | Nazwa   | Rodzaj    |
| ------- | ------- | --------- |
| 0599698 | Mątwice | część wsi |
| 0599706 | Pasieka | część wsi |

Niestandaryzowaną częścią wsi jest Pracówka.

## Historia
Dawne nazwy: 1441 Zahoczin, 1452 de Zahoczina, 1458 Zahotin, 1474 Zahaczyn, 1523 Zahathyn.
Wieś lokowana na prawie wołoskim w 1441 roku, położona była w drugiej połowie XV wieku w ziemi sanockiej województwa ruskiego. Następna wzmianka o wsi pochodzi z 1452 i wspomina o Pasco knyasz de Zahoczina. W 1465 wspomniany jest kniaź Iwanko. Od 1519 wieś należała do Stadnickich, a od 1586 do Krasickich. Na przełomie XVII i XVIII wieku wieś, należąca do dóbr dynowskich, które Teofila Czartoryska wniosła w posagu Grzegorzowi Antoniemu Ogińskiemu, hetmanowi wielkiemu litewskiemu, była dzierżawiona przez Malczewskich herbu Tarnawa, m.in. Jana Franciszka Malczewskiego, ojca Antoniego i prapradziadka poety Antoniego (autora poematu „Maria”) i generała Konstantego.

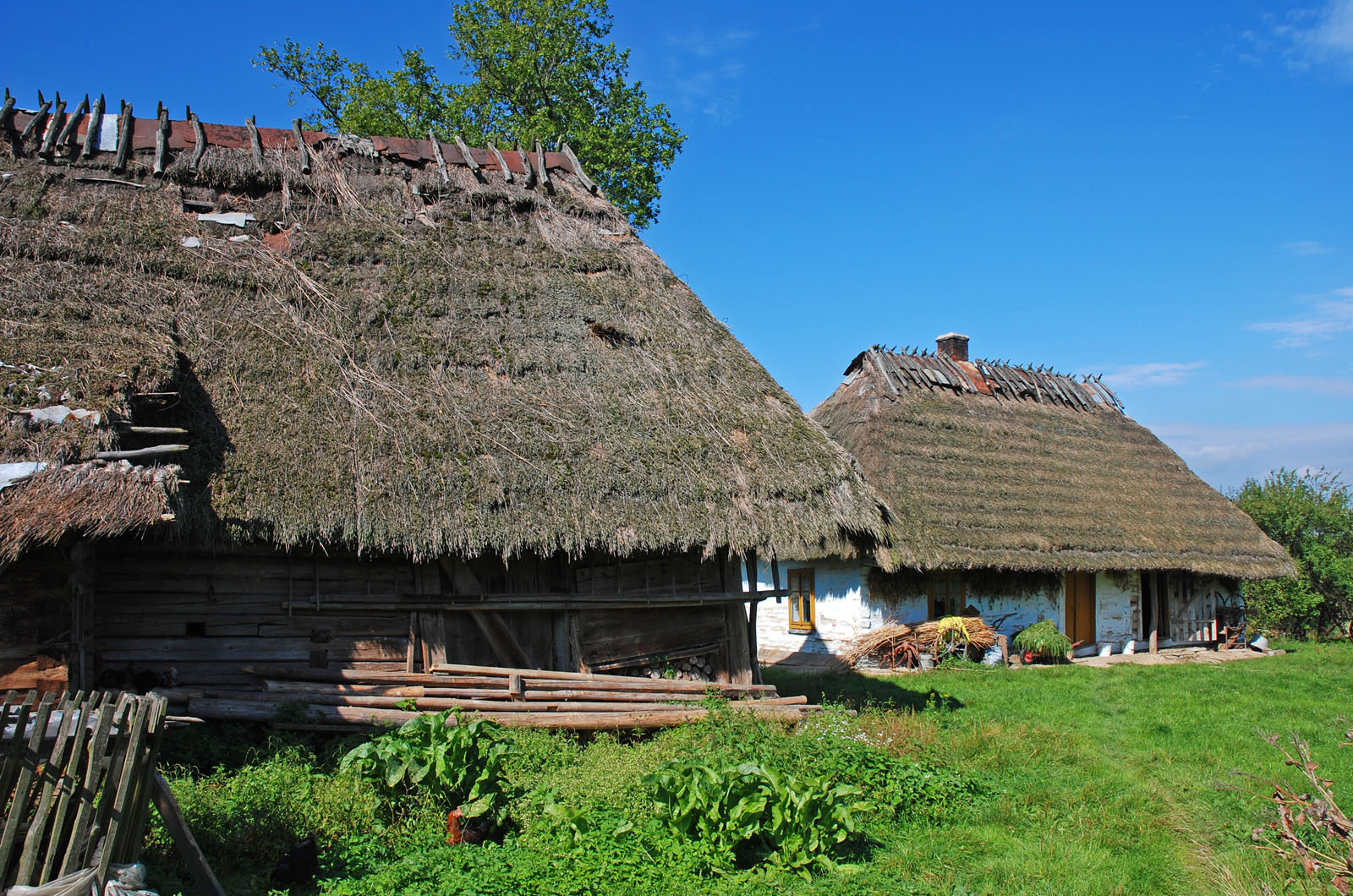
Żohatyn (zdjęcie współczesne)

Do 1772 ziemia sanocka (1491 in terra et districto sanociensis, na granicy ziemi sanockiej i przemyskiej, województwo ruskie. Do 1914 gmina Bircza, powiat sanocki, powiat podatkowy w Birczy austriacka Prowincja Galicja.
W połowie XIX wieku właścicielem posiadłości tabularnej Zohatyn był Józef Jakubowicz.
Pierwsza wzmianka o istnieniu kościoła pochodzi z roku 1530.
We wsi znajdowała się drewniana cerkiew św. Dymitra, zbudowana w 1843 (niektóre źródła mówią o roku 1815). W 1928 zbudowano nową cerkiew św. Michała. Została rozebrana w 1960.
W II Rzeczypospolitej wieś w powiecie dobromilskim województwa lwowskiego. Pod koniec 1941 r. Ukraińska Policja Pomocnicza wywiozła wszystkich Żydów do getta, gdzie zostali zamordowani. W latach 1945–1946  nacjonaliści ukraińscy z OUN-UPA zamordowali 12 Polaków i spalili  gospodarstwa po Ukraińcach wysiedlonych do ZSRR.
W okresie okupacji do 1945 wieś była siedzibą gminy, i oprócz Żohatyna należały do niej: Jawornik Ruski, Borownica, Piątkowa, Tarnawka i Kotów, ogółem gmina Żohatyn liczyła w tamtym czasie ok. 6500 osób.
7 października 1972 odsłonięto pomnik ku czci 13 funkcjonariuszy MO i ORMO z Żohatyna, którzy polegli w latach 1944–1947. Natomiast dwa lata później w ścianę szkoły podstawowej wmurowano tablicę pamiątkową ku czci funkcjonariusza MO z komendy powiatowej w Przemyślu Stanisława Budnika, który poległ w październiku 1944 roku w czasie walk z UPA w Piątkowej.

## Demografia
W 1785 wieś liczyła 420 mieszkańców (340 grekokatolików, 70 rzymskich katolików i 10 żydów).
Spis przeprowadzony w 1921 wykazał we wsi 189 domów i 1013 mieszkańców (839 grek., 139 rzym., 35 mojż.).
Księga adresowej Polski z 1929 wymienia w Żohatynie dwóch właścicieli ziemskich: Eliasza Roicha (151 ha) i Dawida Stoppela (137 ha). Stoppel prowadził także młyn, tartak wodny oraz wyszynk trunków. Oprócz tego w 1929 był we wsi (według wspomnianego spisu) kowal, szewc oraz kilka osób handlujących różnymi towarami.